# Empresa Metropolitana de Águas e Energia
A EMAE - Empresa Metropolitana de Águas e Energia é uma empresa de energia que atua no estado de São Paulo, encarregada de controlar o volume de água do Rio Pinheiros, através da Usina Elevatória de Traição, da Represa de Guarapiranga e da Represa Billings, além da geração de energia elétrica na Usina Hidrelétrica Henry Borden, entre outras usinas paulistas.
Foi uma empresa estatal do governo de São Paulo de sua fundação até sua privatização em abril de 2024.

## História
A EMAE foi fundada em 1º de janeiro de 1998, a partir da cisão da antiga estatal Eletropaulo. Além desta, que continuou sendo estatal, foram criadas (e posteriormente privatizadas) as empresas abaixo citadas.
- Eletropaulo Metropolitana: posteriormente conhecida como AES Eletropaulo (privatizada em 1999)[7] e atualmente com o nome de Enel Distribuição São Paulo (desde 3 de dezembro de 2018),[8] responsável pela operação de energia elétrica na capital paulista e em sua região metropolitana;
- Empresa Bandeirante de Eletricidade: chamada anteriormente como EDP Bandeirante (privatizada em 1998),[9] sendo nomeada atualmente como EDP São Paulo, cuja responsabilidade está na operação de energia elétrica em parte das regiões metropolitanas de São Paulo e do Vale do Paraíba e Litoral Norte;
- Empresa Paulista de Transmissão de Energia: conhecida atualmente apenas como Transmissão Paulista (mais tarde foi incorporada pela CTEEP, criada a partir da cisão com a CESP em 2001 e depois sendo privatizada em 2006).[10]

### Privatização
Em 18 de março de 2024, o governo do estado de São Paulo publicou o edital de privatização da EMAE, com base na lei do Programa Estadual de Desestatização – PED.
Em 19 de abril, foi realizado o leilão para venda do controle acionário na B3, com o fundo Phoenix – que conta com a participação de Nelson Tanure – arrematando a estatal por 1 bilhão de reais, com ágio 33 por cento superior ao preço mínimo previsto. A celebração do contrato deve ser realizada até setembro. O processo foi concluído em outubro.

## Estrutura
A EMAE possui a seguinte base estrutural operacional.

### Usinas Hidrelétricas
- UHE Henry Borden, Cubatão, São Paulo;
- PCH Pirapora, Pirapora do Bom Jesus, São Paulo;
- PCH Rasgão, Pirapora do Bom Jesus, São Paulo;
- PCH Porto Góes, Salto, São Paulo.

### Usinas Termelétricas
- UTE Piratininga, São Paulo, São Paulo (arrendada para a Petrobrás).

### Barragens
- Barragem Billings-Pedras;
- Barragem Edgard de Sousa, Santana de Parnaíba, São Paulo;
- Barragem Guarapiranga, São Paulo, São Paulo;
- Barragem Pirapora, Pirapora do Bom Jesus, São Paulo;
- Barragem Retiro;
- Barragem Rio das Pedras, Cubatão, São Paulo;
- Barragem Rio Grande.

### Canais
- Canal Pinheiros, São Paulo, São Paulo;
- Canal Guarapiranga, São Paulo, São Paulo.

### Represas e Reservatórios
- Represa Billings, São Paulo, São Paulo;
- Represa Guarapiranga, São Paulo, São Paulo;
- Reservatório Pirapora, Pirapora do Bom Jesus, São Paulo;
- Reservatório Rio das Pedras, Cubatão, São Paulo.

### Usinas Elevatórias
- Usina Elevatória de Traição, São Paulo, São Paulo;
- Usina Elevatória de Pedreira, São Paulo, São Paulo.